# الاختبار النووي الكوري الشمالي (2017)
أجرت كوريا الشمالية سادس اختبار نووي في تاريخها يوم 3 سبتمبر 2017 وفقاً لمسؤولين في كوريا الجنوبية واليابان. كما خلصت وزارة الخارجية اليابانية إلى أن كوريا الشمالية قامت بإجراء تجربة نووية. أفاد الماسح الجيولوجي الأمريكي عن وقوع زلزال بلغت شدته 6.3 درجة على مقياس ريختر لا بيعد عن موقع بونغي - ري الذي جرى فيه الاختبار النووي. وقالت سلطات كوريا الجنوبية أن مسبب الزلزال يبدو بشرياً ما يشير إلى وقوع تجربة نووية. وأفادت كل من الماسح الجيولوجي الأمريكي وإدارة الزلزال الصينية عن وقوع زلزال ثاني أصغر في الموقع ذاته أعقب الحدث الأولي بعد مضي عدة دقائق، والذي وصِف على أنه انهيار لتجويف.

## الجهاز النووي
أدعت كوريا الشمالية أنها فجرت قنبلة هيدروجينية يمكن تحميلها على صاروخ باليستي عابر للقارات ذو قوة تدميرية كبيرة. وأدعي في الإعلان أن الرأس الحربي له متغير ينتج «القوة المتفجرة التي يمكن ضبطها من عشرات كيلوطن إلى مئات كيلوطن... والتي يمكن تفجيرها حتى على ارتفاعات عالية للهجوم النبضي الكهرومغناطيسي النووي فائق القوة».
وقد أصدر الإعلام الحكومي صوراً لزعيم كوريا الشمالية كيم جونغ أون وهو يفحص جهازاً شبيهاً بسلاح حراري نووي قبل بضع ساعات من إجراء الاختبار.

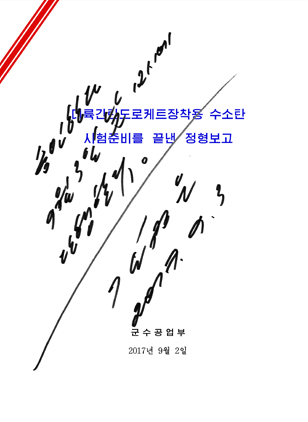
أمر إجراء الاختبار الذي وقعه كيم جونغ أون بتاريخ 3 سبتمبر 2017

## تقديرات
وفقاً لتقديرات رئيس لجنة الدفاع في البرلمان الكوري الجنوبي كيم يونج-وو فقد بلغت كمية الطاقة الصادرة عن التجربة ما يعادل 100 كيلوطن من TNT تقريباً. وقال كيم يونغ وو في مقابلة مع وكالة أنباء يونهاب: «قُدِر اختبار الشمال الأخير بإنتاجه ما يصل إلى 100 كيلوطن بالرغم من أنه تقرير مؤقت».
قدرت إدارة الأرصاد الجوية الكورية محصول التفجير النووي ما بين 50 حتى 60 كيلوطن. فيما قدرت وكالة مراقبة الزلازل النرويجية نورسار محصول التفجير بحوالي 120 كيلوطن بناءاً على الشدة الزلزالية الناتجة والتي بلغت 5.8. قدر المعهد الاتحادي لعلوم الأرض والموارد الطبيعية في ألمانيا محصولاً أعلى «بعدة مئات كيلوطن» استناداً على هزة بشدة 6.1.
أصدر أكاديميون من جامعة العلوم والتكنولوجيا في الصين يوم 4 سبتمبر 2017 النتائج التي توصلوا إليها استناداً على النتائج الزلزالية وخلصوا إلى أن إحداثيات موقع الاختبار النووي هو الحاصل الساعة 03:30 بحسب التوقيت العالمي المنسق والذي يبعد فقط بضعة مئات من الأمتار عن مواقع الاختبارات الأربعة السابقة التي جرت عام 2009 وعام 2013 وشهر يناير من عام 2016 وشهر سبتمبر 2016 مع محصول (عائد) قُدِر بنحو 108.1 ± 48.1 كيلوطن.
أصدرت الاستخبارات الأمريكية يوم 6 سبتمبر تقييماً مبدئياً للمحصول (عائد) الاختبار عند 140 كيلوطن، مع هامش خطأ لم يُكشف عنه.
تم نشر تحليل لصور الأقمار الصناعية لموقع الاختبار النووي عن رادار الفتحة التركيبية قبل وبعد وقوعه، والتي اقترحت وقوعه على عمق 900 متر (3,000 قدم) تحت الصخر، وبمحصول «قد يكون تجاوز 300 كيلوطن».

## ردود الفعل
أعربت كل من كوريا الجنوبية والصين واليابان وروسيا وأعضاء مجموعة أسيان عن انتقاداتٍ قوية للاختبار النووي. وغرد الرئيس الأمريكي دونالد ترامب على حسابه الشخصي على بتويتر: «لقد أجرت كوريا الشمالية اختباراً نووياً كبيراً، ولا تزال كلماتها وأفعالها معادية وخطيرة جداً تجاه الولايات المتحدة.» وقد سُئِل ترامب عما إذا كانت الولايات المتحدة ستهاجم كوريا الشمالية فأجاب: «سنرى».
قام وزير الدفاع الأمريكي جيمس ماتيس يوم 3 سبتمبر بتحذير كوريا الشمالية إنها ستواجه «رداً عسكرياً هائلا» إذا هددت الولايات المتحدة أو حلفائها. واجتمع مجلس الأمن التابع للأمم المتحدة في اجتماع طارئ علني يوم 4 سبتمبر بناءاً على طلب كل من الولايات المتحدة وكوريا الجنوبية واليابان وفرنسا والمملكة المتحدة. وقد قالت سفيرة الولايات المتحدة نيكي هيلي خلال الاجتماع أن كيم جونغ أون «يلتمس حرباً»، وحثت مجلس الأمن على اتخاذ عقوبات شديدة لإيقاف برنامج كوريا الشمالية.